# 日本岛 (阿拉斯加州)
日本岛是美国阿拉斯加州东南部亚历山大群岛锡特卡市内的一个小岛。该岛与锡特卡市的商业区隔锡特卡海峡相望。

## 脚注
1. ↑  Tlingit：，俄語：，日語：